# Lifemark
Lifemark es una película estadounidense de drama cristiano de 2022 dirigida por Kevin Peeples. Fue estrenada el 9 de septiembre de 2022.

## Sinopsis
Melissa (Marisa Hampton), en un proceso de aborto, decide en el último momento quedarse con su bebé y encomendarlo a una agencia de adopción. Es adoptado por Jimmy Colton (Kirk Cameron) y Susan Colton (Rebecca Rogers Nelson). Dieciocho años después, Melissa (Dawn Long) se acerca a la agencia de adopción para contactar a David (Raphael Ruggero), su hijo biológico.

## Reparto
- Raphael Ruggero : David Colton
- Kirk Cameron : Jimmy Colton
- Rebecca Rogers Nelson : Susan Colton
- Alex Kendrick : Shawn Cates
- Justin Sterner : Nate
- Dawn Long : Melissa Cates
- Marisa Hampton : Melissa Cates (edad joven)

## Escenario
La película está basada en la historia de David Scotton, que contó durante un concurso de oradores provida en la Escuela secundaria católica jesuita en Nueva Orleans en 2011.   La historia fue retomada por Louisiana Right to Life, que financió el documental “I Lived on Parker Avenue” estrenado en 2018. Tras el estreno del documental, Scotton fue a contar su testimonio a escuelas secundarias católicas de diferentes estados. En 2019, los hermanos Kendrick planearon contar una historia provida y comenzaron a adaptar esa narrativa. 

## Recepción

### Taquilla
La película recaudó 5 millones de dólares en la taquilla mundial.